# Dune Za Keyih Provincial Park
Der Dune Za Keyih Provincial Park, auch bekannt als Frog-Gataga Provincial Park, ist ein Provinzpark in der kanadischen Provinz British Columbia. Mit seiner Fläche vom 330.774 ha gehört er zu den größten der Provincial Parks in British Columbia. Er befindet sich im Norden der Provinz, etwa 150 Kilometer westlich von Fort Nelson und gehört zur Muskwa-Kechika Management Area. Er liegt im Übergangsgebiet zwischen den Northern Rocky Mountains im Osten und dem Rocky Mountain Trench im Westen.
Bei dem Park handelt es sich um einen sogenannten Backcountry Park, das heißt, es führen keine richtigen Straßen in den Park. Der Zugang erfolgt hauptsächlich über Fuß- und Reitwege oder per Helikopter und Wasserflugzeug.
Bei dem Park handelt es sich um ein Schutzgebiet der Kategorie Ib (Wildnisgebiet); der kleinere Protected-Area-Anteil ist ein Schutzgebiet der Kategorie II.
Der Park befindet sich im Einzugsgebiet des Kechika River, eines Flusses, der bisher von Holzeinschlag verschont geblieben ist. Mit 250 km Länge ist er der längste Flusslauf in der Provinz, in dem noch keine Bäume industriell gefällt worden sind. Er fließt in den Liard River. Nordwestlich liegt der Denetiah Provincial Park jenseits des Kechika River, südöstlich der Kwadacha Wilderness Provincial Park.
Der Park liegt im traditionellen Territorium der Kaska Dena. Das Gebiet des Frog River, der aus den Cassiar Mountains von Westen her kommt, sowie des Gataga River („Weißer Fluss“ in der Sprache der Sekani), der aus den Rocky Mountains im Osten kommt, wurde 1996 ebenso unter Schutz gestellt, wie der Kechika, in den die beiden Flüsse münden. Der Park wurde 2000 gegründet und umfasst eine Fläche von 3477,89 km². Der englische Name wurde ins Kaska Dene übersetzt, die lokale Indianersprache. Der Gataga fließt auf 90 km Länge durch den Park, der Frog River auf 40, der Kechika auf 35 km. Hinzu kommt auf 12 km Länge eine Kette von Seen, die South Gataga Lakes Chain, sowie auf 35 km der South Gataga River.
Das Gebiet repräsentiert Landschaftstypen wie die alpine Tundra, dazu boreale und sub-boreale Wälder mit Weiß- und Schwarz-Fichte. Das Ökosystem gilt als ungestört, das Räuber-Beute-Verhältnis schwankt in natürlichem Rahmen. Hauptrepräsentanten sind Elche, Wölfe, Grizzly- und Schwarzbeeren, Dall-Schafe, Schneeziegen, Wapiti, Karibu, Maultierhirsch, ebenso wie eines der südlichsten Vorkommen des Vielfraßes.
Der Zusammenfluss von Gataga und Kechika wird als Altse Dene Tunna oder Davie Trail bezeichnet, wobei letzterer Name auf „Old Davie“ zurückgeht, einen angesehenen Propheten. Als im Zuge des Klondike-Goldrauschs Europäer und US-Amerikaner durch das Gebiet zogen, übernahm er Übersetzungs- und Vermittlungsaufgaben. Auf dem Davie Trail, der die Hauptroute zum Klondike wurde, versuchte man um 1900 sogar eine 500- bis 600-köpfige Viehherde von Vanderhoof dorthin zu treiben. Der Kechika wurde für den Pelzhandel nach Lower Post benutzt.